# 孙峻 (藏书家)
孙峻（1867年—1936年），字极于，号康侯，浙江仁和（今属杭州）人，清末民国大藏书家。

## 生平
祖上为明中叶以降余姚望族横河孙氏，先祖孫燧､孙升､孫鑛在明皆仕至尚书，后移籍钱塘(今杭州)，而其直系孙宗濂､孙仰曾在清乾隆时期均为大藏书家，曾协助清廷编撰《四库全书》，族伯孫宗溥亦高中乾隆二年传胪进士。
家族藏书楼名“寿松楼”，因庭院中植有大松树一棵而得名，家族亦称“寿松楼孙氏”。到孙这一代时，家族科举已衰弱，孙在光绪时为贡生，后已不仕进，转而竭力搜罗其祖“寿松堂”之遗存在世书目，平生一大愿望即再现当年藏书之宏富。早年曾协助参与编撰《武林掌故丛编》､《善本书室藏书志》等方志和藏书文献。因家族渊源和在目录学上根基甚深而聘管理杭州文澜阁所藏《四库全书》。
晚年藏书甚丰，并于1936年将约600余种图书共3000余卷捐献浙江图书馆，其中不乏武林地方文献相关之珍本。陈训慈主持整理孙氏捐赠藏书而编有《杭州孙氏寿松堂捐赠书目》。其族弟孙智敏､孙树礼亦为钱塘藏书家。

## 著作
- 《八千卷楼藏书志序》[5]
- 《文澜阁志》
- 《仁和县志稿》
- 《孙峻诗文集》[6]